# Elena Gemo
Elena Gemo (Padua, 17 maart 1987) is een Italiaanse zwemster.

## Carrière
Bij haar internationale debuut, op de Europese kampioenschappen kortebaanzwemmen 2003 in Dublin, strandde Gemo in de series van de 50 en de 100 meter vlinderslag. Samen met Alessandra Cappa, Roberta Crescentini en Federica Pellegrini eindigde ze als zevende op de 4x50 meter wisselslag.
Tijdens de Wereldkampioenschappen zwemmen 2005 in Montreal werd de Italiaanse uitgeschakeld in de halve finales van de 50 meter vlinderslag en in de series van de 50 meter rugslag. Op de Europese kampioenschappen kortebaanzwemmen 2005 in Triëst eindigde Gemo als vierde op de 50 meter rugslag en als zevende op de 100 meter rugslag. Op de 4x50 meter wisselslag eindigde ze samen met Chiara Boggiatto, Cristina Maccagnola en Cristina Chiuso als vierde. 
In Shanghai nam de Italiaanse deel aan de wereldkampioenschappen kortebaanzwemmen 2006, op dit toernooi eindigde ze als zesde op de 50 meter rugslag en strandde ze in de halve finales van de 100 meter rugslag en de 50 meter vlinderslag. Samen met Chiara Boggiatto, Francesca Segat en Cristina Chiuso eindigde ze als vierde op de 4x100 meter wisselslag. Tijdens de Europese kampioenschappen zwemmen 2006 in Boedapest eindigde Gemo als zesde op de 100 meter vlinderslag en als zevende op de 50 meter vlinderslag, op de 50 meter rugslag werd ze uitgeschakeld in de halve finales en op de 100 meter rugslag in de series.
Op de wereldkampioenschappen zwemmen 2007 in Melbourne strandde de Italiaanse in de halve finales van de 50 meter rugslag en in de series van de 100 meter rugslag en de 50 en de 100 meter vlinderslag. 
In Eindhoven nam Gemo deel aan de Europese kampioenschappen zwemmen 2008, op dit toernooi werd ze uitgeschakeld in de halve finales van de 50 en de 100 meter rugslag en in de series van de 50 en de 100 meter vlinderslag. Tijdens de Europese kampioenschappen kortebaanzwemmen 2008 in Rijeka veroverde de Italiaanse de bronzen medaille op de 50 meter rugslag, eindigde ze als vierde op de 100 meter rugslag en strandde ze in de series van de 200 meter rugslag. Samen met Roberta Panara, Silvia Di Pietro en Federica Pellegrini sleepte ze de bronzen medaille in de wacht op de 4x50 meter wisselslag, op de 4x50 meter vrije slag eindigde ze samen met Silvia Di Pietro, Laura Letrari en Federica Pellegrini op de vierde plaats.

### 2009-heden
Op de wereldkampioenschappen zwemmen 2009 in Rome strandde Gemo in de halve finales van de 50 meter rugslag en in de series van de 100 meter rugslag, op de 4x100 meter wisselslag werd ze samen met Chiara Boggiatto, Ilaria Bianchi en Laura Letrari gediskwalificeerd in de series. In Istanboel nam de Italiaanse deel aan de Europese kampioenschappen kortebaanzwemmen 2009, op dit toernooi eindigde ze als vierde op de 100 meter rugslag en als negende op de 50 meter rugslag en werd ze uitgeschakeld in de series van de 200 meter rugslag. Samen met Laura Letrari, Silvia Di Pietro en Federica Pellegrini eindigde ze als vierde op de 4x50 meter vrije slag, op de 4x50 meter wisselslag eindigde ze samen met Ilaria Scarcella, Silvia Di Pietro en Federica Pellegrini op de achtste plaats.
Tijdens de Europese kampioenschappen zwemmen 2010 in Boedapest eindigde Gemo als achtste op de 50 meter rugslag, daarnaast strandde ze in de halve finales van de 100 meter rugslag en in de series van de 200 meter rugslag. Samen met Chiara Boggiatto, Francesca Segat en Chiara Masini Luccetti eindigde ze als vijfde op de 4x100 meter wisselslag. Op de Europese kampioenschappen kortebaanzwemmen 2010 in Eindhoven veroverde de Italiaanse de zilveren medaille op de 50 meter rugslag, daarnaast eindigde ze als zevende op de 50 meter vlinderslag en werd ze uitgeschakeld in de halve finales van de 100 meter rugslag en in de series van de 200 meter rugslag. Op de 4x50 meter wisselslag sleepte ze samen met Laura Letrari, Lisa Fissneider en Federica Pellegrini de bronzen medaille in de wacht, samen met Laura Letrari, Chiara Masini Luccetti en Federica Pellegrini eindigde ze als vijfde op de 4x50 meter vrije slag. In Dubai nam Gemo deel aan de wereldkampioenschappen kortebaanzwemmen 2010. Op dit toernooi strandde ze in de halve finales van zowel de 50 als de 100 meter rugslag, op de 4x100 meter wisselslag eindigde ze samen Chiara Boggiatto, Caterina Giacchetti en Chiara Masini Luccetti op de zevende plaats.
Tijdens de wereldkampioenschappen zwemmen 2011 in Shanghai werd de Italiaanse op al haar individuele afstanden uitgeschakeld in de series, samen met Chiara Boggiatto, Ilaria Bianchi en Federica Pellegrini strandde ze in de series van de 4x100 meter wisselslag.

## Internationale toernooien
| Jaar | Olympische Spelen | WK langebaan                                                                                    | WK kortebaan | EK langebaan                                                                                  | EK kortebaan                                                                                                   |
| ---- | ----------------- | ----------------------------------------------------------------------------------------------- | --- | --------------------------------------------------------------------------------------------- | --- |
| 2003 |                   | geen deelname                                                                                   | |                                                                                               | 23e 50m vlinderslag 27e 100m vlinderslag 7e 4x50m wisselslag                                                   |
| 2004 | geen deelname     |                                                                                                 | geen deelname | geen deelname                                                                                 | geen deelname                                                                                                  |
| 2005 |                   | 21e 50m rugslag 12e 50m vlinderslag                                                             | |                                                                                               | 4e 50m rugslag 7e 100m rugslag DQ 50m vlinderslag 4e 4x50m wisselslag                                          |
| 2006 |                   |                                                                                                 | 6e 50m rugslag 12e 100m rugslag 14e 50m vlinderslag 7e 4x100m vrije slag Gemo zwom enkel de series 4e 4x100m wisselslag | 11e 50m rugslag 20e 100m rugslag 7e 50m vlinderslag 6e 100m vlinderslag DQ 4x100m wisselslag  | geen deelname                                                                                                  |
| 2007 |                   | 16e 50m rugslag 18e 100m rugslag 17e 50m vlinderslag 28e 100m vlinderslag 10e 4x100m wisselslag | |                                                                                               | geen deelname                                                                                                  |
| 2008 | geen deelname     |                                                                                                 | geen deelname | 9e 50m rugslag 11e 100m rugslag 19e 50m vlinderslag 30e 100m vlinderslag 9e 4x100m wisselslag | 50m rugslag · 4e 100m rugslag · 18e 200m rugslag · 4e 4x50m vrije slag · 4x50m wisselslag                      |
| 2009 |                   | 16e 50m rugslag 19e 100m rugslag DQ 4x100m wisselslag                                           | |                                                                                               | 9e 50m rugslag 4e 100m rugslag 25e 200m rugslag 4e 4x50m vrije slag 8e 4x50m wisselslag                        |
| 2010 |                   |                                                                                                 | 10e 50m rugslag 15e 100m rugslag 7e 4x100m wisselslag                                                                   | 8e 50m rugslag 13e 100m rugslag 23e 200m rugslag 5e 4x100m wisselslag                         | 50m rugslag · 9e 100m rugslag · 15e 200m rugslag · 7e 50m vlinderslag · 5e 4x50m vrije slag · 4x50m wisselslag |
| 2011 |                   | 24e 50m rugslag 20e 100m rugslag 17e 50m vlinderslag 14e 4x100m wisselslag                      | |                                                                                               | geen deelname                                                                                                  |

## Persoonlijke records
Bijgewerkt tot en met 19 augustus 2010

### Kortebaan
| Afstand          | Tijd    | Datum            | Plaats   |
| ---------------- | ------- | ---------------- | -------- |
| 50m rugslag      | 26,77   | 13 december 2008 | Rijeka   |
| 100m rugslag     | 57,35   | 12 december 2008 | Rijeka   |
| 200m rugslag     | 2.05,50 | 21 november 2009 | Riccione |
| 50m vlinderslag  | 26,22   | 19 augustus 2010 | Rome     |
| 100m vlinderslag | 58,42   | 20 december 2008 | Rome     |

### Langebaan
| Afstand          | Tijd    | Datum           | Plaats    |
| ---------------- | ------- | --------------- | --------- |
| 50m rugslag      | 28,27   | 29 juli 2009    | Rome      |
| 100m rugslag     | 1.00,89 | 5 maart 2009    | Riccione  |
| 200m rugslag     | 2.12,49 | 18 april 2010   | Riccione  |
| 50m vlinderslag  | 26,54   | 27 mei 2009     | Pescara   |
| 100m vlinderslag | 59,40   | 3 augustus 2006 | Boedapest |